# Kronsztadt (1968)
Kronsztadt (ros. Кронштадт) – radziecki krążownik rakietowy, pierwszy okręt projektu 1134A (typu Kronsztadt, ozn. NATO Kresta II), klasyfikowany oficjalnie jako duży okręt przeciwpodwodny. W czynnej służbie od 1969 do 1991 roku. Wchodził w skład Floty Północnej.

## Budowa i opis techniczny
„Kronsztadt” był pierwszym zbudowanym okrętem projektu 1134A (Bierkut-A, w kodzie NATO: Kresta II), określanego też od jego nazwy jako typ Kronsztadt. Jako jedyny okręt swojego typu otrzymał nazwę niepochodzącą od dowódcy wojskowego, ale od twierdzy w Zatoce Fińskiej. Okręt został wciągnięty na listę floty 12 grudnia 1966 roku. Budowany był w stoczni im. A.A. Żdanowa w Leningradzie (numer budowy 721). Stępkę położono 30 listopada 1966 roku, a kadłub został wodowany 10 lutego 1968 roku. Okręt wszedł do służby 26 grudnia 1969 roku.
Okręty projektu 1134A były klasyfikowane jako duże okręty przeciwpodwodne (ros. bolszoj protiwołodocznyj korabl, BPK), niemniej na zachodzie powszechnie uznawane są za krążowniki. Ich zasadniczym przeznaczeniem było zwalczanie okrętów podwodnych, w tym celu główne uzbrojenie stanowiło osiem wyrzutni rakietotorped Mietiel, z ośmioma pociskami. Brak jest informacji, żeby wymienione następnie na nim w latach 80. rakietotorpedy na wyrzutnie Rastrub-B, jak na innych okrętach typu. Dodatkowo posiadały dziesięć wyrzutni torped kalibru 533 mm, z których można było wystrzeliwać torpedy przeciw okrętom podwodnym. Uzbrojenie przeciwpodwodne uzupełniały dwa dwunastoprowadnicowe miotacze rakietowych bomb głębinowych RBU-6000 (144 bomby kalibru 213 mm) i dwa sześcioprowadnicowe RBU-1000 (48 bomb kalibru 305 mm). Możliwości w zakresie zwalczania okrętów rozszerzał jeden pokładowy śmigłowiec Ka-25PŁ. Uzbrojenie artyleryjskie stanowiły dwa podwójnie sprzężone działa uniwersalne kalibru 57 mm AK-725, umieszczone nietypowo w dwóch wieżach na burtach, oraz dwa zestawy artyleryjskie obrony bezpośredniej w postaci dwóch par sześciolufowych naprowadzanych radarowo działek 30 mm AK-630M (łącznie cztery działka). Uzbrojenie rakietowe stanowiły dwie dwuprowadnicowe wyrzutnie przeciwlotniczych pocisków rakietowych średniego zasięgu Sztorm-M, na dziobie i na rufie, z zapasem 48 pocisków.
Okręty wyposażone były w odpowiednie środki obserwacji technicznej, w tym stacje radiolokacyjne dozoru ogólnego Woschod (MR-600) na maszcie dziobowym i Angara-A (MR-310A) na maszcie rufowym, radary artyleryjskie oraz kompleks hydrolokacyjny Titan-2 (MG-332) z anteną w gruszce dziobowej.
Okręty projektu 1134A miały wyporność standardową 5600 ton i pełną 7535 ton. Długość kadłuba wynosiła 159 m, a szerokość 16,8 m. Napęd stanowiły dwa zespoły turbin parowych TW-12 o łącznej mocy 90 000 KM, napędzające każdy po jednej śrubie. Parę zapewniały cztery kotły. Napęd zapewniał osiągnięcie prędkości maksymalnej 33 węzły, a ekonomicznej 18 węzłów. Załoga liczyła 343 osoby, w tym 33 oficerów.

## Służba
„Kronsztadt” od 9 marca 1970 roku wchodził w skład Floty Północnej ZSRR.
Był remontowany od grudnia 1970 do sierpnia 1971 roku w Leningradzie i od 6 marca 1976 do 28 sierpnia 1980 roku w Kronsztadzie.
24 czerwca 1991 został wycofany ze służby i w 1994 roku sprzedany na złom do Indii.